# Arbeitskreis Gelebte Geschichte

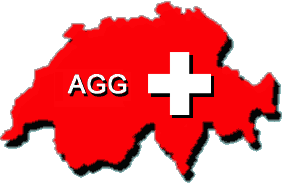
Logo des Arbeitskreises Gelebte Geschichte

Der Arbeitskreis Gelebte Geschichte (AGG) (französisch Groupe de travail Histoire vécue, italienisch Gruppo di Lavoro Storia Vissuta) wurde im Oktober 1998 von Schweizer Zeitzeugen des Zweiten Weltkriegs als Reaktion auf die am 13. Dezember 1996 durch die schweizerische Bundesversammlung ins Leben gerufene Unabhängige Expertenkommission Schweiz – Zweiter Weltkrieg (UEK) gegründet. Der Arbeitskreis wollte den noch lebenden Zeitzeugen ein Forum verschaffen, um mit Oral History ihren Standpunkt zur Geschichte der Schweiz während des Zweiten Weltkriegs darstellen zu können.

## Geschichte
Die Initiative zur Gründung wurde 1997 von Fliegeroffizieren des Aktivdienstes ergriffen, der einzigen Waffengattung der Schweizer Armee, die im Zweiten Weltkrieg den Ernstfall in Kampfeinsätzen erlebte. Der Arbeitskreis hatte rund 500 Mitglieder, darunter ehemalige Botschafter und Chefbeamte des Eidgenössischen Departements für auswärtige Angelegenheiten (EDA), ehemalige Berufsoffiziere im Generalsrang, Professoren verschiedener Fachrichtungen und Persönlichkeiten aus Wirtschaft und Industrie. Im Mai 2008 betrachtete der AGG seine Mission als erfüllt und löste sich auf.

## Aufgabenkreis und Veröffentlichungen
Die Hauptaufgabe sah der Verein darin, die Berichte der Unabhängigen Expertenkommission (UEK) zu analysieren und wo nötig Gegendarstellungen zu veröffentlichen. Von der Seite der AGG wurde kritisiert, dass die acht Mitglieder der UEK nur zur Hälfte aus Schweizern bestanden und dass keines ihrer Mitglieder die Kriegsjahre in der Schweiz erlebt hatte. Der Bundesrat ging auf einen Antrag der AGG nicht ein, die der UEK Zeitzeugen als Beirat zur Seite stellen wollte.
Der Arbeitskreis Gelebte Geschichte gab in den zehn Jahren seines Bestehens diverse Publikationen aus der Sicht von Zeitzeugen zu den Bergier-Berichten der UEK heraus. Neben anderen Themen betrafen die zahlreichen Stellungnahmen und Interventionen in erster Linie die Bergier-Berichte. Die wichtigsten Publikationen, die zum Teil ins Französische, Italienische und Englische übersetzt wurden, sind:
- Erpresste Schweiz 2002; La Suisse face au chantage 2002
- Wir ziehen Bilanz 2005; La Suisse au pilori? 2006; La Svizzera alla berlina? 2006
- Der Vergleich – Die Politik der Schweiz zur Zeit des Zweiten Weltkriegs im internationalen Umfeld 2006; Guerre et neutralité – Les neutres face à Hitler 2008; Faces of Neutrality – A Comparative Analysis of the Neutrality of Switzerland and other Neutral Nations during WW II 2009

Das umfangreiche Archiv mit Korrespondenz und Publikationen mit schweizerischen und amerikanischen Pressestimmen wurden für historische Untersuchungen in der Bibliothek am Guisanplatz, der ehemaligen Eidgenössischen Militärbibliothek, deponiert.

## Vorstand und Arbeitsausschuss
- Hans-Georg Bandi, Prähistoriker, Copräsident
- Hans Rudolf Böckli, Bundeshausjournalist
- Kurt Bolliger, ehemaliger Korpskommandant der Luftwaffe und Präsident des Schweizerischen Roten Kreuzes
- Martin Burckhardt, ehemaliger Basler Nationalrat
- Elisabeth Bürki-Flury, Architektin, Copräsidentin
- Bernard Dubois
- Hermann Fuhrer, ehemaliger Berner Grossrat
- Georg Gyssler, Ingenieur
- Walter Hautle, Vizepräsident
- Marcel Heimo, ehemaliger Schweizer Botschafter, Vizepräsident
- Heinz Langenbacher, ehemaliger Schweizer Botschafter
- Pierre Languetin, ehemaliger Präsident der Schweizerischen Nationalbank
- Vigilio Massarotti
- Arthur Moll, ehemaliger Korpskommandant der Luftwaffe, Vizepräsident
- Markus Redli, ehemaliger Direktor der Eidgenössischen Finanzverwaltung, ehemaliger Präsident GD PTT
- Rudolf Stettler, Fürsprecher

## Rezeption
Der Arbeitskreis war zweimal Gegenstand einer Anfrage im Parlament: Am 9. Oktober 1998 sowie am 23. Juni 2000. Beide Anfragen wurden von Nationalrat Luzi Stamm (FDP, AG) eingereicht.
Am 14. Juni 2002 stellte der Arbeitskreis als Teil des offiziellen Rahmenprogramms zum Bergier-Bericht seinen Standpunkt in einem Referat im Käfigturm dar.
Die vom Arbeitskreis von 1998 bis 2008 herausgegebene Zeitschrift Tätigkeitsbericht des AGG wird vom Bibliotheksverband der Bundesverwaltung archiviert (Signatur: BIG MF 593/1968).

## Kritik
Der Historiker Georg Kreis, Mitglied in der UEK sowie Präsident der Eidg. Kommission gegen Rassismus, bezeichnete den Arbeitskreis in einem Artikel in der Jüdischen Rundschau am 13. April 2000 als ältere Herren, die ihrem Lebensabend eine gewisse Dynamik verleihen wollen.